# Uhliřský vrch
Uhliřský vrch är ett berg i Tjeckien. Det ligger i den östra delen av landet, 220 km öster om huvudstaden Prag. Toppen på Uhliřský vrch är 672 meter över havet, eller 64 meter över den omgivande terrängen. Bredden vid basen är 1,7 km.
Terrängen runt Uhliřský vrch är varierad.Runt Uhliřský vrch är det ganska glesbefolkat, med 35 invånare per kvadratkilometer. Närmaste större samhälle är Bruntál, 2,4 km nordost om Uhliřský vrch. Omgivningarna runt Uhliřský vrch är en mosaik av jordbruksmark och naturlig växtlighet.